# Upplands runinskrifter 256
Upplands runinskrifter 256 är en närmast pilspetsformad runsten som står uppställd utanför östra väggen vid Fresta kyrka i Fresta socken, Upplands Väsby kommun och Vallentuna härad i Uppland. 

## Stenen
Stenen är av granit, 2,35 meter hög och cirka halvmetern bred. Runhöjden är cirka 7 centimeter. Runstenen är ornerad med en runorm som löper mjukt utmed den toppiga stenens form. Ristningen går i Urnesstil: Pr3, vilket daterar den till perioden 1050-1080. Stenen har ett dubbelt kors av samma slag som är typiska för runmästaren Fot.
Utanför och inmurade i kyrkan finns även ett par andra runstenar och fragment, bland annat U 257. I inskriften till U 256 kan noteras att frasen "lät resa stenarna" förekommer, vilket kan tyda på att flera minnesstenar över Ulv ursprungligen har funnits.

## Inskriften
Translitterering av runraden:
× inkialtr × auk × heminkr × litu × raisa × staina × eftir · ulf × faþur × sin ×
Normalisering till runsvenska:
Ingialdr ok Hæmingʀ letu ræisa stæina æftiʀ Ulf, faður sinn.
Översättning till nusvenska:
Ingjald och Häming lato resa stenarna efter Ulv, sin fader.